# 魯德尼齊克 (皮先卡區)
48°15′13″N 29°0′28″E / 48.25361°N 29.00778°E

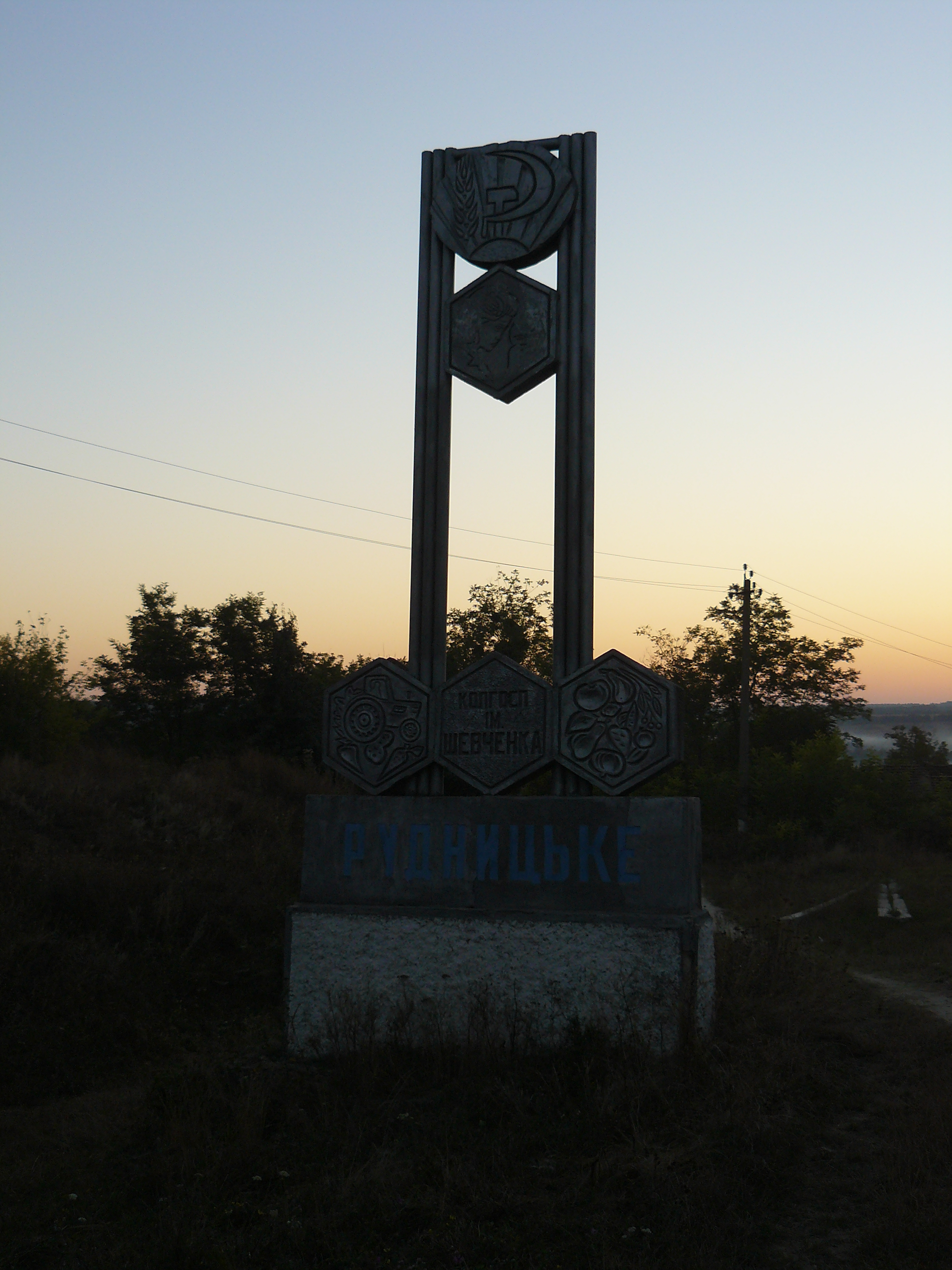

魯德尼齊克（烏克蘭語：Рудницьке）是位於烏克蘭西南部文尼察州裏圖利欽區的村莊，始建於1799年，面積3.45平方公里，海拔高度204米，2001年人口835。